# Yunjin

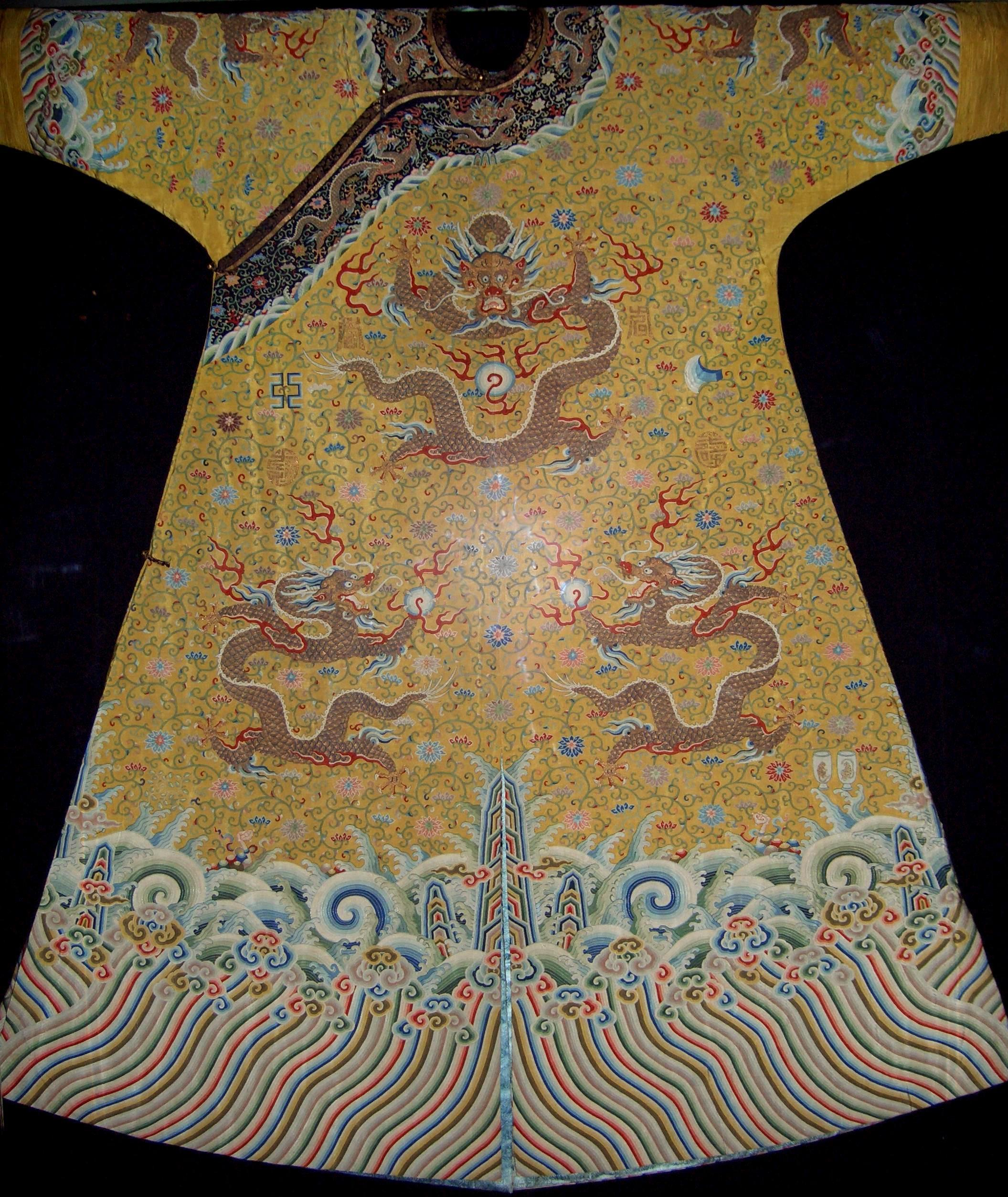
Túnica del Emperador Qianlong (1711–1799) de brocado yunjin, en el Museo Grassi de Leipzig, Alemania.

Yunjin, también llamado brocado de nubes, es un brocado de seda tradicional chino realizado en Nankín, Jiangsu desde finales de la dinastía Song, y basado en técnicas de tejido de tramas procedentes de las dinastías Song y Tang. Se teje con lanzadera, y a menudo incorpora hilos de oro y plata en las sedas de colores. Durante la Dinastía Ming, los tejedores de yunjin desarrollaron una técnica de tejido giratorio que les permitió tejer diseños coloridos sobre una tela base de otros tejidos, como raso. El Nanjing Yunjin Museum es actualmente el único museo especializado en yunjin del mundo.